# Ctimene colenda
Ctimene colenda är en fjärilsart som beskrevs av Swinhoe 1902. Ctimene colenda ingår i släktet Ctimene och familjen mätare. Inga underarter finns listade i Catalogue of Life.